# Ћубасти јелен
Ћубасти јелен или Елафит (лат. Elaphodus cephalophus) је сисар из реда папкара (Artiodactyla).

## Распрострањење
Ареал врсте је ограничен на једну државу. Кина је једино познато природно станиште врсте.

## Станиште
Станишта врсте су шуме, планине и бамбусове шуме.

## Угроженост
Ова врста је на нижем степену опасности од изумирања, и сматра се скоро угроженим таксоном.